# Ричардсон, Роберт Бридж
Роберт Бридж Ричардсон (англ. Robert Bridge Richardson; род. 27 августа 1955, Хайаннис, Массачусетс) — американский кинооператор. Трехкратный обладатель премии «Оскар» за лучшую операторскую работу в фильмах — «Джон Ф. Кеннеди. Выстрелы в Далласе», «Авиатор» и «Хранитель времени».

## Биография
Окончил школу дизайна в Провиденсе, затем — Американский институт киноискусства. Выступал фотографом и ассистентом кинооператора, работал на телевидении. В середине 1980-х годов начал сотрудничать с Оливером Стоуном, с которым впоследствии работал над многими фильмами. Также неоднократно работал с Мартином Скорсезе и Квентином Тарантино.
Член Американского общества кинооператоров с 1992 года.

## Фильмография

### Оператор
| Режиссёр: Оливер Стоун - 1986 — Сальвадор - 1986 — Взвод - 1987 — Уолл-стрит - 1988 — Радиоболтовня - 1989 — Рождённый четвёртого июля - 1991 — Дорз - 1991 — Джон Ф. Кеннеди. Выстрелы в Далласе - 1993 — Небо и земля - 1994 — Прирождённые убийцы - 1995 — Никсон - 1997 — Поворот Режиссёр: Джон Сейлз - 1988 — Восьмёрка выбывает из игры - 1991 — Город надежды Режиссёр: Мартин Скорсезе - 1995 — Казино - 1999 — Воскрешая мертвецов - 2004 — Авиатор - 2008 — The Rolling Stones. Да будет свет (документальный) - 2010 — Остров проклятых - 2011 — Джордж Харрисон: жизнь в материальном мире (документальный) - 2011 — Хранитель времени Режиссёр: Эррол Моррис - 1997 — Быстро, дёшево и неуправляемо (документальный) - 2008 — Стандартная процедура (документальный) | Режиссёр: Квентин Тарантино - 2003 — Убить Билла. Фильм 1 - 2004 — Убить Билла. Фильм 2 - 2009 — Бесславные ублюдки - 2012 — Джанго освобождённый - 2015 — Омерзительная восьмёрка - 2019 — Однажды в… Голливуде Режиссёр: Энди Серкис - 2017 — Дыши ради нас - 2021 — Веном: Да будет Карнаж Режиссёр: Антуан Фукуа - 2022 — Освобождение - 2023 — Великий уравнитель 3 - 2025 — Майкл Другие режиссёры: - 1987 — Стиляги (реж. Пенелопа Сфирис) - 1992 — Несколько хороших парней (реж. Роб Райнер) - 1997 — Плутовство (реж. Барри Левинсон) - 1998 — Заклинатель лошадей (реж. Роберт Редфорд) - 1999 — Заснеженные кедры (реж. Скотт Хикс) - 2001 — Пороховая бочка (короткометражный фильм из серии «BMW напрокат») (реж. Алехандро Гонсалес Иньярриту) - 2002 — Четыре пера (реж. Шекхар Капур) - 2006 — Ложное искушение (реж. Роберт Де Ниро) - 2010 — Ешь, молись, люби (реж. Райан Мёрфи) - 2013 — Война миров Z (реж. Марк Форстер) - 2013 — Дикие лошади (короткометражный) (реж. Стефани Мартин) - 2016 — Закон ночи (реж. Бен Аффлек) - 2018 — Во власти стихии (реж. Балтазар Кормакур) - 2018 — Частная война (реж. Мэтт Хейнеман) |

## Награды
| - Премия «Оскар» за лучшую операторскую работу - Лауреат 1992 года за фильм «Джон Ф. Кеннеди. Выстрелы в Далласе» - Лауреат 2005 года за фильм «Авиатор» - Лауреат 2012 года за фильм «Хранитель времени» | - Премия «Независимый дух» за лучшую операторскую работу - Лауреат 1987 года за фильм «Взвод» - Премия Австралийского общества кинооператоров - Лауреат 2010 года за фильм «Бесславные ублюдки» |

## Номинации
| - Премия «Оскар» за лучшую операторскую работу - номинация 1987 года за фильм «Взвод» - номинация 1990 года за фильм «Рождённый четвёртого июля» - номинация 2000 года за фильм «Заснеженные кедры» - номинация 2010 года за фильм «Бесславные ублюдки» - номинация 2013 года за фильм «Джанго освобождённый» - номинация 2016 года за фильм «Омерзительная восьмёрка» - номинация 2019 года за фильм «Однажды в…Голливуде» - Премия BAFTA за лучшую операторскую работу - номинация 1988 года за фильм «Взвод» - номинация 2005 года за фильм «Авиатор» - номинация 2010 года за фильм «Бесславные ублюдки» - номинация 2012 года за фильм «Хранитель времени» - Премия Британского общества кинооператоров - номинация 1997 года за фильм «Заклинатель лошадей» - номинация 2011 года за фильм «Хранитель времени» - Премия «Независимый дух» за лучшую операторскую работу - номинация 1987 года за фильм «Сальвадор» - номинация 1989 года за фильм «Радиоболтовня» | - Премия Американского общества кинооператоров - номинация 1990 года за фильм «Рождённый четвёртого июля» - номинация 1992 года за фильм «Джон Ф. Кеннеди. Выстрелы в Далласе» - номинация 1993 года за фильм «Несколько хороших парней» - номинация 1994 года за фильм «Небо и земля» - номинация 1999 года за фильм «Заклинатель лошадей» - номинация 2000 года за фильм «Заснеженные кедры» - номинация 2005 года за фильм «Авиатор» - номинация 2007 года за фильм «Ложное искушение» - номинация 2010 года за фильм «Бесславные ублюдки» - номинация 2012 года за фильм «Хранитель времени» - Премия «Спутник» за лучшую операторскую работу - номинация 2000 года за фильм «Заснеженные кедры» - номинация 2005 года за фильм «Авиатор» - номинация 2009 года за фильм «Бесславные ублюдки» - номинация 2010 года за фильм «Остров проклятых» - номинация 2011 года за фильм «Хранитель времени» |